# William Prynne
William Prynne, född 1600 nära Bath, död den 24 oktober 1669 i London, var en engelsk advokat, författare, polemiker och politisk profil.

## Biografi
Prynne blev 1628 advokat och förekommer från 1627 i stridsskrifter som en bister förkämpe för den strängaste formen av puritanism. Han angrep arminianismen och var en våldsam motståndare till att män bar långa lockar, mot att man skålade med rusdrycker men framför allt mot teater och skådespelare. Sin aversion gentemot alla former av teaterväsen beskrev han utförligt i stridsskriften Histrio-mastix (1633) där han angrep skådespeleri som olagligt, och menade att det hetsade till sedeslöshet samt att skådespelare var fördömda såväl i bibeln som av kyrkofäder och hedniska filosofer. I texten attackerade han även skådespelares moral, speciellt kvinnliga och beskriver hur flera kungar och kejsare som beskyddat teaterväsendet, fallit offer för en våldsam död. Detta uppfattades som anspelningar på kungaparet - drottningen hade kort innan, vid en hovfest uppträtt i ett herdespel. Prynne blev därför åtalad för majestätsbrott och dömdes 17 februari 1634 av Stjärnkammaren till livstids fängelse, dryga böter och att vid skampålen mista bägge öronen. Stympningen ägde rum, men från fängelset fortsatte Prynne sitt polemiska författarskap och publicerade bland annat 1636 den hetsiga stridsskriften News from Ipswich som riktade sig mot biskoparna. Han dömdes då till nya böter, miste de kvarsittande stumparna av sina örlappar och brännmärktes på kinderna med bokstäverna "S. L." (seditious libeller).
Långa parlamentet lät 1640 frige Prynne och beslöt att han skulle få skadestånd för sitt lidanden. Under följande år gav han ut en mängd stridsskrifter, särskilt mot episkopalismen, där han tog en aggressiv ståndpunkt gentemot ärkebiskop Laud, men även mot independenternas förnekande av statens makt över kyrkan (i Independency examined, unmasked and refuted, 1644). Prynne tog 1647 parlamentets parti i dess konflikt med armén, invaldes november 1648 i underhuset och uppträdde där ivrigt mot arméns krav samt för en uppgörelse med Karl I. Vid den "rensning" (Pride's Purge), som officerarna den 6 december samma år företog med återstående anhängare av kungadömet, blev även Prynne utesluten ur underhuset. Han fängslades samtidigt, frigavs i januari 1649, men måste ånyo tillbringa en lång tid i fängelse (juni 1650–februari 1653), denna gång för sina stridsskrifter mot parlamentet.
Efter frigivningen 1653 vände han sina angrepp mot bland annat katoliker och kväkare samt mot förslagen om att göra Cromwell till kung och att låta judar komma in i England. 1659 sökte han att få tillbaka sin gamla plats i underhuset, lyckades omsider i februari 1660 att återta den och yrkade nu lidelsefullt på kungadömets återställande. Efter restaurationen, till vilken han som medlem av Convention Parliament  medverkade, belönades han med utnämning till arkivarie i Towern. Som sådan verkade han förtjänstfullt för utgivning av historiska urkunder, bland annat i arbetet A brief register of the several kinds of parliamentary writs, i 4 band, 1659–1664.
Verner Söderberg skriver i Nordisk familjebok att "P:s skrifter, omkr. 200 till antalet, äro i allmänhet mycket omständliga och stilistiskt undermåliga."